# Liste der Ämter in Brandenburg

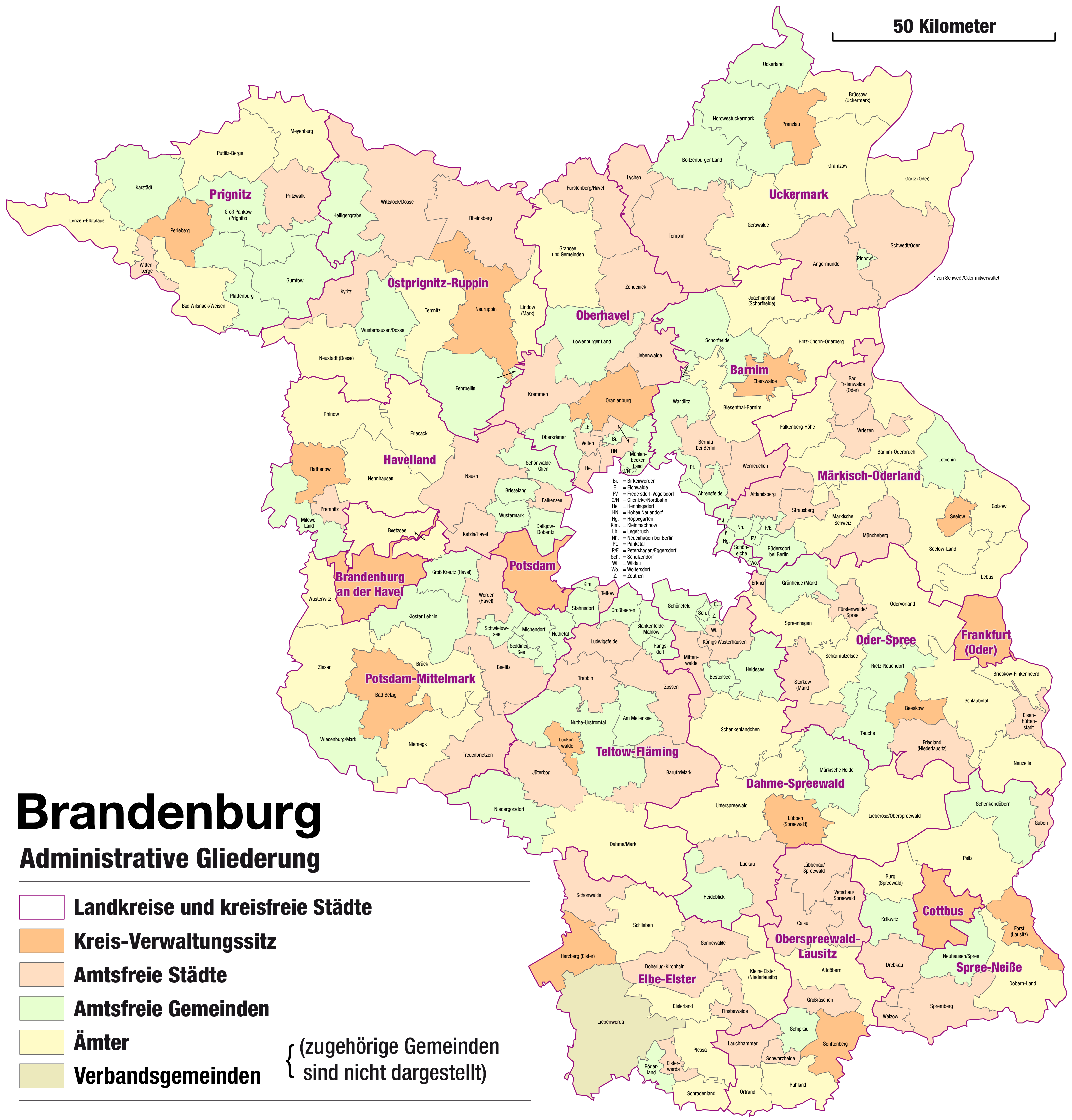
Karte der Ämter (gelb) in Brandenburg (Stand: 19. April 2022)

Von den 413 politisch selbstständigen Städten und Gemeinden in Brandenburg sind 266 amtsangehörig, das heißt, sie sind zur Erledigung ihrer Verwaltungsgeschäfte in 50 Ämtern zusammengeschlossen (Stand: 19. April 2022). In der Liste der Ämter in Brandenburg sind diese Ämter aufgeführt.
Die einzelnen Gebietskörperschaften variieren stark in Bezug auf Bevölkerung, Fläche und der daraus resultierenden Bevölkerungsdichte. Letztere liegt jedoch in allen Ämtern bei unter 100 Personen pro Quadratkilometer. Am geringsten ist sie im Amt Gerswalde in der Uckermark, am höchsten im Amt Brieskow-Finkenheerd im Landkreis Oder-Spree. Die Flächengröße reicht von knapp 75 Quadratkilometern im Amt Schradenland bis zu über 400 Quadratkilometern im Amt Dahme/Mark. Bei der Bevölkerung reicht die Spanne von unter 4000 Einwohnern im Amt Lenzen-Elbtalaue bis über 12.000 Einwohner im Amt Biesenthal-Barnim.
Mit Ausnahme der Ämter Barnim-Oderbruch und Seelow-Land sind die Gemeinden mit Amtssitz ebenfalls dem jeweiligen Amt angehörig.

## Aufbau
Die Liste ist folgendermaßen aufgebaut:
- Amt: Name des Amtes in verkürzter Form.
- Amtssitz: Gemeinde, in der die Amtsverwaltung ansässig ist.
- Wappen: Offizielles Wappen des Amtes. Ein Teil der Ämter verzichtet auf ein eigenes Wappen.
- Karte: Lagekarte des Amtes innerhalb des jeweiligen Landkreises.
- Landkreis: Landkreis, in dem das Amt sich befindet.
- Bevölkerung: Bevölkerungszahl des jeweiligen Amtes mit Stand vom 31. Dezember 2024[1]
- Fläche: Fläche des jeweiligen Amtes in Quadratkilometer (km²).
- Dichte: Bevölkerungsdichte in Einwohner je Quadratkilometer.
- Gemeinden: Gemeinden, die dem jeweiligen Amt angehören. Städte sind mit dem Zusatz (Stadt) versehen.

Zweisprachige Ämter und Gemeinden sind neben dem deutschen auch mit ihrem niedersorbischen Namen angegeben.

## Übersicht
| Amt                                         | Amtssitz                            | Wappen                                         | Karte                                                                 | Landkreis             | Bevöl- kerung | Fläche (in km²) | Dichte (in Ew/km²) | Gemeinden |
| ------------------------------------------- | ----------------------------------- | ---------------------------------------------- | --------------------------------------------------------------------- | --------------------- | ------------- | --------------- | ------------------ | --- |
| Altdöbern                                   | Altdöbern                           | Wappen des Amtes Altdöbern                     | Lage des Amtes Altdöbern im Landkreis Oberspreewald-Lausitz           | Oberspreewald-Lausitz | 5334          | 236,31          | 23                 | Altdöbern Bronkow Luckaitztal Neupetershain Neu-Seeland |
| Bad Wilsnack/Weisen                         | Bad Wilsnack                        | Wappen des Amtes Bad Wilsnack/Weisen           | Lage des Amtes Bad Wilsnack/Weisen im Landkreis Prignitz              | Prignitz              | 6086          | 188,62          | 32                 | Bad Wilsnack (Stadt) Breese Legde/Quitzöbel Rühstädt Weisen |
| Barnim-Oderbruch                            | Wriezen                             | Wappen des Amtes Barnim-Oderbruch              | Lage des Amtes Barnim-Oderbruch im Landkreis Märkisch-Oderland        | Märkisch-Oderland     | 6807          | 285,15          | 24                 | Bliesdorf Neulewin Neutrebbin Oderaue Prötzel Reichenow-Möglin |
| Beetzsee                                    | Beetzsee                            | führt kein Wappen                              | Lage des Amtes Beetzsee im Landkreis Potsdam-Mittelmark               | Potsdam-Mittelmark    | 8364          | 201,95          | 41                 | Beetzsee Beetzseeheide Havelsee (Stadt) Päwesin Roskow |
| Biesenthal-Barnim                           | Biesenthal                          | Wappen des Amtes Biesenthal-Barnim             | Lage des Amtes Biesenthal-Barnim im Landkreis Barnim                  | Barnim                | 13.002        | 197,64          | 66                 | Biesenthal (Stadt) Breydin Marienwerder Melchow Rüdnitz Sydower Fließ |
| Brieskow-Finkenheerd                        | Brieskow-Finkenheerd                | führt kein Wappen                              | Lage des Amtes Brieskow-Finkenheerd im Landkreis Oder-Spree           | Oder-Spree            | 7330          | 93,31           | 79                 | Brieskow-Finkenheerd Groß Lindow Vogelsang Wiesenau Ziltendorf |
| Britz-Chorin-Oderberg                       | Britz                               | führt kein Wappen                              | Lage des Amtes Britz-Chorin-Oderberg im Landkreis Barnim              | Barnim                | 9677          | 268,84          | 36                 | Britz Chorin Hohenfinow Liepe Lunow-Stolzenhagen Niederfinow Oderberg (Stadt) Parsteinsee |
| Brück                                       | Brück                               | Wappen fehlt                                   | Lage des Amtes Brück im Landkreis Potsdam-Mittelmark                  | Potsdam-Mittelmark    | 11.907        | 232,13          | 51                 | Borkheide Borkwalde Brück (Stadt) Golzow Linthe Planebruch |
| Brüssow (Uckermark)                         | Brüssow                             | Wappen des Amtes Brüssow (Uckermark)           | Lage des Amtes Brüssow (Uckermark) im Landkreis Uckermark             | Uckermark             | 4365          | 217,37          | 20                 | Brüssow (Stadt) Carmzow-Wallmow Göritz Schenkenberg Schönfeld |
| Burg (Spreewald) Bórkowy (Błota)            | Burg (Spreewald) Bórkowy (Błota)    | führt kein Wappen                              | Lage des Amtes Burg (Spreewald) im Landkreis Spree-Neiße              | Spree-Neiße           | 8952          | 125,61          | 71                 | Briesen / Brjazyna Burg (Spreewald) / Bórkowy (Błota) Dissen-Striesow / Dešno-Strjažow Guhrow / Góry Schmogrow-Fehrow / Smogorjow-Prjawoz Werben / Wjerbno                                                    |
| Dahme/Mark                                  | Dahme/Mark                          | führt kein Wappen                              | Lage des Amtes Dahme/Mark im Landkreis Teltow-Fläming                 | Teltow-Fläming        | 9035          | 437,95          | 21                 | Dahme/Mark (Stadt) Dahmetal Ihlow Niederer Fläming |
| Döbern-Land Derbno-kraj                     | Döbern 0                            | Wappen des Amtes Döbern-Land                   | Lage des Amtes Döbern-Land im Landkreis Spree-Neiße                   | Spree-Neiße           | 10.027        | 250,81          | 37                 | Döbern (Stadt) Felixsee Groß Schacksdorf-Simmersdorf Jämlitz-Klein Düben Neiße-Malxetal Tschernitz Wiesengrund / Łukojce                                                                                      |
| Elsterland                                  | Schönborn                           | Wappen des Amtes Elsterland                    | Lage des Amtes Elsterland im Landkreis Elbe-Elster                    | Elbe-Elster           | 4322          | 113,93          | 38                 | Heideland Rückersdorf Schilda Schönborn Tröbitz |
| Falkenberg-Höhe                             | Falkenberg                          | Wappen des Amtes Falkenberg-Höhe               | Lage des Amtes Falkenberg-Höhe im Landkreis Märkisch-Oderland         | Märkisch-Oderland     | 4610          | 173,73          | 27                 | Beiersdorf-Freudenberg Falkenberg Heckelberg-Brunow Höhenland |
| Friesack                                    | Friesack                            | Wappen des Amtes Friesack                      | Lage des Amtes Friesack im Landkreis Havelland                        | Havelland             | 6530          | 236,50          | 28                 | Friesack (Stadt) Mühlenberge Paulinenaue Pessin Retzow Wiesenaue |
| Gartz (Oder)                                | Gartz (Oder)                        | führt kein Wappen                              | Lage des Amtes Gartz (Oder) im Landkreis Uckermark                    | Uckermark             | 6282          | 263,22          | 24                 | Casekow Gartz (Oder) (Stadt) Hohenselchow-Groß Pinnow Mescherin Tantow |
| Gerswalde                                   | Gerswalde                           | führt kein Wappen                              | Lage des Amtes Gerswalde im Landkreis Uckermark                       | Uckermark             | 4209          | 292,29          | 14                 | Flieth-Stegelitz Gerswalde Milmersdorf Mittenwalde Temmen-Ringenwalde |
| Golzow                                      | Golzow                              | Wappen des Amtes Golzow                        | Lage des Amtes Gramzow im Landkreis Märkisch-Oderland                 | Märkisch-Oderland     | 5178          | 151,20          | 34                 | Alt Tucheband Bleyen-Genschmar Golzow Küstriner Vorland Zechin |
| Gramzow                                     | Gramzow                             | Wappen des Amtes Gramzow                       | Lage des Amtes Gramzow im Landkreis Uckermark                         | Uckermark             | 6590          | 327,24          | 20                 | Gramzow Grünow Oberuckersee Randowtal Uckerfelde Zichow |
| Gransee und Gemeinden                       | Gransee                             | führt kein Wappen                              | Lage des Amtes Gransee und Gemeinden im Landkreis Oberhavel           | Oberhavel             | 8922          | 319,52          | 28                 | Gransee (Stadt) Großwoltersdorf Schönermark Sonnenberg Stechlin |
| Joachimsthal (Schorfheide)                  | Joachimsthal                        | führt kein Wappen                              | Lage des Amtes Joachimsthal (Schorfheide) im Landkreis Barnim         | Barnim                | 5304          | 208,03          | 25                 | Althüttendorf Friedrichswalde Joachimsthal (Stadt) Ziethen |
| Kleine Elster (Niederlausitz)               | Massen-Niederlausitz                | Wappen des Amtes Kleine Elster (Niederlausitz) | Lage des Amtes Kleine Elster (Niederlausitz) im Landkreis Elbe-Elster | Elbe-Elster           | 5289          | 180,13          | 29                 | Crinitz Lichterfeld-Schacksdorf Massen-Niederlausitz Sallgast |
| Lebus                                       | Lebus                               | führt kein Wappen                              | Lage des Amtes Lebus im Landkreis Märkisch-Oderland                   | Märkisch-Oderland     | 5975          | 154,71          | 39                 | Lebus (Stadt) Podelzig Reitwein Treplin Zeschdorf |
| Lenzen-Elbtalaue                            | Lenzen (Elbe)                       | führt kein Wappen                              | Lage des Amtes Lenzen-Elbtalaue im Landkreis Prignitz                 | Prignitz              | 3878          | 219,53          | 18                 | Cumlosen Lanz Lenzen (Elbe) (Stadt) Lenzerwische |
| Lieberose/Oberspreewald Luboraz/Górne Błota | Straupitz (Spreewald) Tšupc (Błota) | führt kein Wappen                              | Lage des Amtes Lieberose/Oberspreewald im Landkreis Dahme-Spreewald   | Dahme-Spreewald       | 6897          | 410,90          | 17                 | Alt Zauche-Wußwerk / Stara Niwa-Wozwjerch Byhleguhre-Byhlen / Běła Gora-Bělin Jamlitz / Jemjelnica Lieberose / Luboraz (Stadt) Neu Zauche / Nowa Niwa Schwielochsee Spreewaldheide / Błotań Straupitz / Tšupc |
| Lindow (Mark)                               | Lindow (Mark)                       | führt kein Wappen                              | Lage des Amtes Lindow (Mark) im Landkreis Ostprignitz-Ruppin          | Ostprignitz-Ruppin    | 4485          | 124,22          | 36                 | Herzberg (Mark) Lindow (Mark) (Stadt) Rüthnick Vielitzsee |
| Märkische Schweiz                           | Buckow (Märkische Schweiz)          | führt kein Wappen                              | Lage des Amtes Märkische Schweiz im Landkreis Märkisch-Oderland       | Märkisch-Oderland     | 10.978        | 189,58          | 71                 | Buckow (Märkische Schweiz) (Stadt) Garzau-Garzin Märkische Höhe Oberbarnim Rehfelde Waldsieversdorf |
| Meyenburg                                   | Meyenburg                           | führt kein Wappen                              | Lage des Amtes Meyenburg im Landkreis Prignitz                        | Prignitz              | 4067          | 209,72          | 19                 | Gerdshagen Halenbeck-Rohlsdorf Kümmernitztal Marienfließ Meyenburg (Stadt) |
| Nennhausen                                  | Nennhausen                          | führt kein Wappen                              | Lage des Amtes Nennhausen im Landkreis Havelland                      | Havelland             | 4663          | 253,66          | 18                 | Kotzen Märkisch Luch Nennhausen Stechow-Ferchesar |
| Neustadt (Dosse)                            | Neustadt (Dosse)                    | Wappen des Amtes Neustadt (Dosse)              | Lage des Amtes Neustadt (Dosse) im Landkreis Ostprignitz-Ruppin       | Ostprignitz-Ruppin    | 7618          | 265,74          | 29                 | Breddin Dreetz Neustadt (Dosse) (Stadt) Sieversdorf-Hohenofen Stüdenitz-Schönermark Zernitz-Lohm |
| Neuzelle                                    | Neuzelle                            | führt kein Wappen                              | Lage des Amtes Neuzelle im Landkreis Oder-Spree                       | Oder-Spree            | 6356          | 182,62          | 35                 | Lawitz Neißemünde Neuzelle |
| Niemegk                                     | Niemegk                             | führt kein Wappen                              | Lage des Amtes Niemegk im Landkreis Potsdam-Mittelmark                | Potsdam-Mittelmark    | 4633          | 224,44          | 21                 | Mühlenfließ Niemegk (Stadt) Planetal Rabenstein/Fläming |
| Odervorland                                 | Briesen (Mark)                      | führt kein Wappen                              | Lage des Amtes Odervorland im Landkreis Oder-Spree                    | Oder-Spree            | 10.222        | 340,56          | 30                 | Berkenbrück Briesen (Mark) Jacobsdorf Steinhöfel |
| Ortrand                                     | Ortrand                             | führt kein Wappen                              | Lage des Amtes Ortrand im Landkreis Oberspreewald-Lausitz             | Oberspreewald-Lausitz | 5922          | 76,95           | 77                 | Frauendorf Großkmehlen Kroppen Lindenau Ortrand (Stadt) Tettau |
| Peitz Picnjo                                | Peitz Picnjo                        | Wappen des Amtes Peitz                         | Lage des Amtes Peitz im Landkreis Spree-Neiße                         | Spree-Neiße           | 10.530        | 282,38          | 37                 | Drachhausen / Hochoza Drehnow / Drjenow Heinersbrück / Móst Jänschwalde / Janšojce Peitz / Picnjo (Stadt) Tauer / Turjej Teichland / Gatojce Turnow-Preilack / Turnow-Pśiłuk                                  |
| Plessa                                      | Plessa                              | Wappen des Amtes Plessa                        | Lage des Amtes Plessa im Landkreis Elbe-Elster                        | Elbe-Elster           | 5796          | 132,11          | 44                 | Gorden-Staupitz Hohenleipisch Plessa Schraden |
| Putlitz-Berge                               | Putlitz                             | Wappen des Amtes Putlitz-Berge                 | Lage des Amtes Putlitz-Berge im Landkreis Prignitz                    | Prignitz              | 4682          | 238,18          | 20                 | Berge Gülitz-Reetz Pirow Putlitz (Stadt) Triglitz |
| Rhinow                                      | Rhinow                              | führt kein Wappen                              | Lage des Amtes Rhinow im Landkreis Havelland                          | Havelland             | 4511          | 246,26          | 18                 | Gollenberg Großderschau Havelaue Kleßen-Görne Rhinow (Stadt) Seeblick |
| Ruhland                                     | Ruhland                             | Wappen des Amtes Ruhland                       | Lage des Amtes Ruhland im Landkreis Oberspreewald-Lausitz             | Oberspreewald-Lausitz | 7144          | 131,41          | 54                 | Grünewald Guteborn Hermsdorf Hohenbocka Ruhland (Stadt) Schwarzbach |
| Scharmützelsee                              | Bad Saarow                          | Wappen des Amtes Scharmützelsee                | Lage des Amtes Scharmützelsee im Landkreis Oder-Spree                 | Oder-Spree            | 10.712        | 125,69          | 85                 | Bad Saarow Diensdorf-Radlow Langewahl Reichenwalde Wendisch Rietz |
| Schenkenländchen                            | Teupitz                             | Wappen des Amtes Schenkenländchen              | Lage des Amtes Schenkenländchen im Landkreis Dahme-Spreewald          | Dahme-Spreewald       | 9271          | 287,38          | 32                 | Groß Köris Halbe Märkisch Buchholz (Stadt) Münchehofe Schwerin Teupitz (Stadt) |
| Schlaubetal                                 | Müllrose                            | Wappen des Amtes Schlaubetal                   | Lage des Amtes Schlaubetal im Landkreis Oder-Spree                    | Oder-Spree            | 9781          | 295,16          | 33                 | Grunow-Dammendorf Mixdorf Müllrose (Stadt) Ragow-Merz Schlaubetal Siehdichum |
| Schlieben                                   | Schlieben                           | führt kein Wappen                              | Lage des Amtes Schlieben im Landkreis Elbe-Elster                     | Elbe-Elster           | 5128          | 209,68          | 24                 | Fichtwald Hohenbucko Kremitzaue Lebusa Schlieben (Stadt) |
| Schradenland                                | Gröden                              | führt kein Wappen                              | Lage des Amtes Schradenland im Landkreis Elbe-Elster                  | Elbe-Elster           | 4283          | 75,42           | 57                 | Gröden Großthiemig Hirschfeld Merzdorf |
| Seelow-Land                                 | Seelow                              | führt kein Wappen                              | Lage des Amtes Seelow-Land im Landkreis Märkisch-Oderland             | Märkisch-Oderland     | 8421          | 305,55          | 45                 | Falkenhagen (Mark) Fichtenhöhe Gusow-Platkow Lietzen Lindendorf Neuhardenberg Vierlinden |
| Spreenhagen                                 | Spreenhagen                         | führt kein Wappen                              | Lage des Amtes Spreenhagen im Landkreis Oder-Spree                    | Oder-Spree            | 8636          | 172,73          | 50                 | Gosen-Neu Zittau Rauen Spreenhagen |
| Temnitz                                     | Walsleben                           | Wappen des Amtes Temnitz                       | Lage des Amtes Temnitz im Landkreis Ostprignitz-Ruppin                | Ostprignitz-Ruppin    | 5383          | 247,95          | 22                 | Dabergotz Märkisch Linden Storbeck-Frankendorf Temnitzquell Temnitztal Walsleben |
| Unterspreewald                              | Golßen                              | Wappen des Amtes Unterspreewald                | Lage des Amtes Unterspreewald im Landkreis Dahme-Spreewald            | Dahme-Spreewald       | 8953          | 379,03          | 24                 | Bersteland Drahnsdorf Golßen (Stadt) Kasel-Golzig Krausnick-Groß Wasserburg Rietzneuendorf-Staakow Schlepzig / Slopišća Schönwald Steinreich Unterspreewald                                                   |
| Wusterwitz                                  | Wusterwitz                          | führt kein Wappen                              | Lage des Amtes Wusterwitz im Landkreis Potsdam-Mittelmark             | Potsdam-Mittelmark    | 4946          | 106,92          | 46                 | Bensdorf Rosenau Wusterwitz |
| Ziesar                                      | Ziesar                              | führt kein Wappen                              | Lage des Amtes Ziesar im Landkreis Potsdam-Mittelmark                 | Potsdam-Mittelmark    | 5892          | 270,12          | 22                 | Buckautal Görzke Gräben Wenzlow Wollin Ziesar (Stadt) |